# Susan Sloan
Susan Estelle Sloan, nach Heirat Susan Smith und Susan Kelsey, (* 5. April 1958 in Stettler, Alberta) ist eine ehemalige kanadische Schwimmerin. Sie erschwamm mit der Lagenstaffel 1976 eine olympische Bronzemedaille und gewann 1978 eine Bronzemedaille bei den Weltmeisterschaften und eine Goldmedaille bei den Commonwealth Games.

## Karriere
Bei den Olympischen Spielen 1976 in Montreal gewann die 4-mal-100-Meter-Lagenstaffel mit Wendy Hogg, Robin Corsiglia, Susan Sloan und Anne Jardin die Bronzemedaille hinter den Staffeln aus der DDR und aus den Vereinigten Staaten. Im Vorlauf war Debbie Clarke für Anne Jardin am Start gewesen. Über 100 Meter Schmetterling verpasste Sloan die Finalteilnahme als Zehntschnellste des Halbfinales um eine halbe Sekunde.
Zwei Jahre später bei den Commonwealth Games 1978 in Edmonton wurde Sloan sowohl über 100 Meter Freistil als auch über 100 Meter Schmetterling Vierte. Die 4-mal-100-Meter-Freistilstaffel mit Gail Amundrud, Carol Klimpel, Susan Sloan und Wendy Quirk gewann den Titel vor den Engländerinnen und den Australierinnen. Kurz darauf bei den Schwimmweltmeisterschaften 1978 in West-Berlin wurde Sloan Sechste über 100 Meter Schmetterling und mit der Lagenstaffel. Die 4-mal-100-Meter-Freistilstaffel mit Gail Amundrud, Nancy Garapick, Susan Sloan und Wendy Quirk gewann die Bronzemedaille hinter den Staffeln aus den Vereinigten Staaten und der DDR. 1979 schwamm Sloan bei den Panamerikanischen Spielen in San Juan auf den fünften Platz über 100 Meter Schmetterling. Die Teilnahme an den Olympischen Spielen 1980 verpasste Sloan wegen des Olympiaboykotts.
Susan Sloan begann in Stettler mit dem Schwimmsport. Vor den Olympischen Spielen 1976 wechselte sie nach Vancouver zu den Pacific Dolphins. Von 1978 bis 1982 schwamm sie für die Arizona State University. Dort graduierte sie 1982 in Sporterziehung. Danach studierte sie an der Law School der University of British Columbia. Nach ihrem Abschluss war sie als Juristin in Comox auf Vancouver Island tätig.